# Liste der Grand-Prix-Sieger der Formel 1
Die Liste der Grand-Prix-Sieger der Formel 1 listet alle Sieger von Grand-Prix-Rennen der Formel-1-Weltmeisterschaft (bis 1980: Automobil-Weltmeisterschaft) seit ihrer ersten Austragung in der Saison 1950 – nach Fahrern, Nationen, Konstrukteuren sowie Motoren- und Reifenherstellern getrennt – auf.

## Nach Fahrern
Neben der Anzahl der errungenen Siege gibt die folgende Tabelle die im Verhältnis zu den Grand-Prix-Starts stehende jeweilige Siegquote wieder. Darüber hinaus gibt sie sowohl die Zeitspanne an, in welcher der jeweilige Fahrer in der Formel 1 (nicht zwingend durchgehend) aktiv war, wie auch einen Überblick über die Fabrikate, mit denen er jeweils die Siege erzielte. Die Namen der für die Formel-1-Weltmeisterschaft 2025 unter Vertrag stehenden Fahrer sind grau hinterlegt.
Oscar Piastri war beim Großen Preis von Ungarn am 21. Juli 2024 der insgesamt 115. Fahrer, der mindestens einen Formel-1-Weltmeisterschaftslauf gewann.
Seit seinem Sieg beim Großen Preis von Portugal am 25. Oktober 2020 ist Lewis Hamilton neuer Rekordhalter in dieser Statistik.

Fahrer mit den meisten Grand-Prix-Siegen
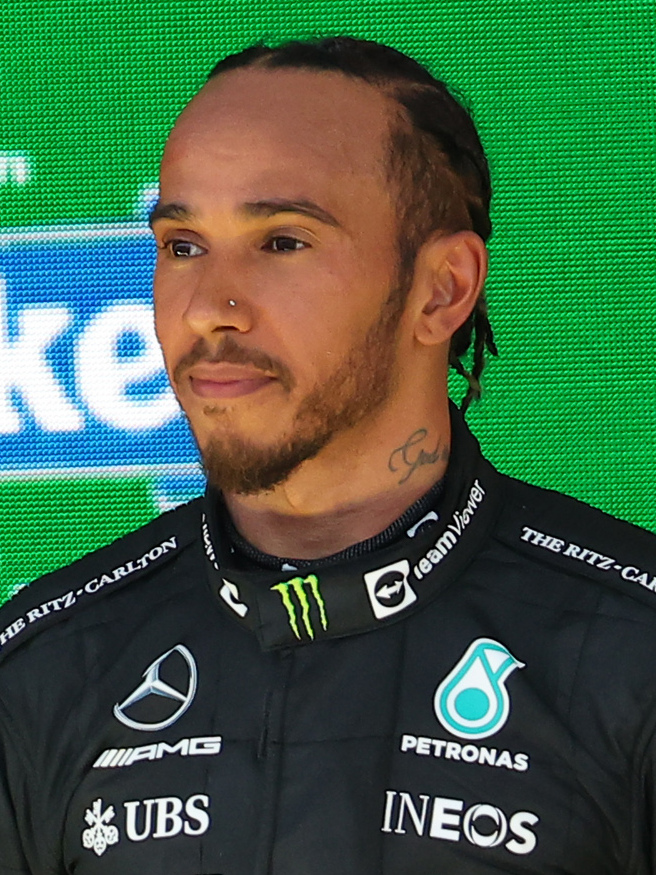
1. Lewis Hamilton
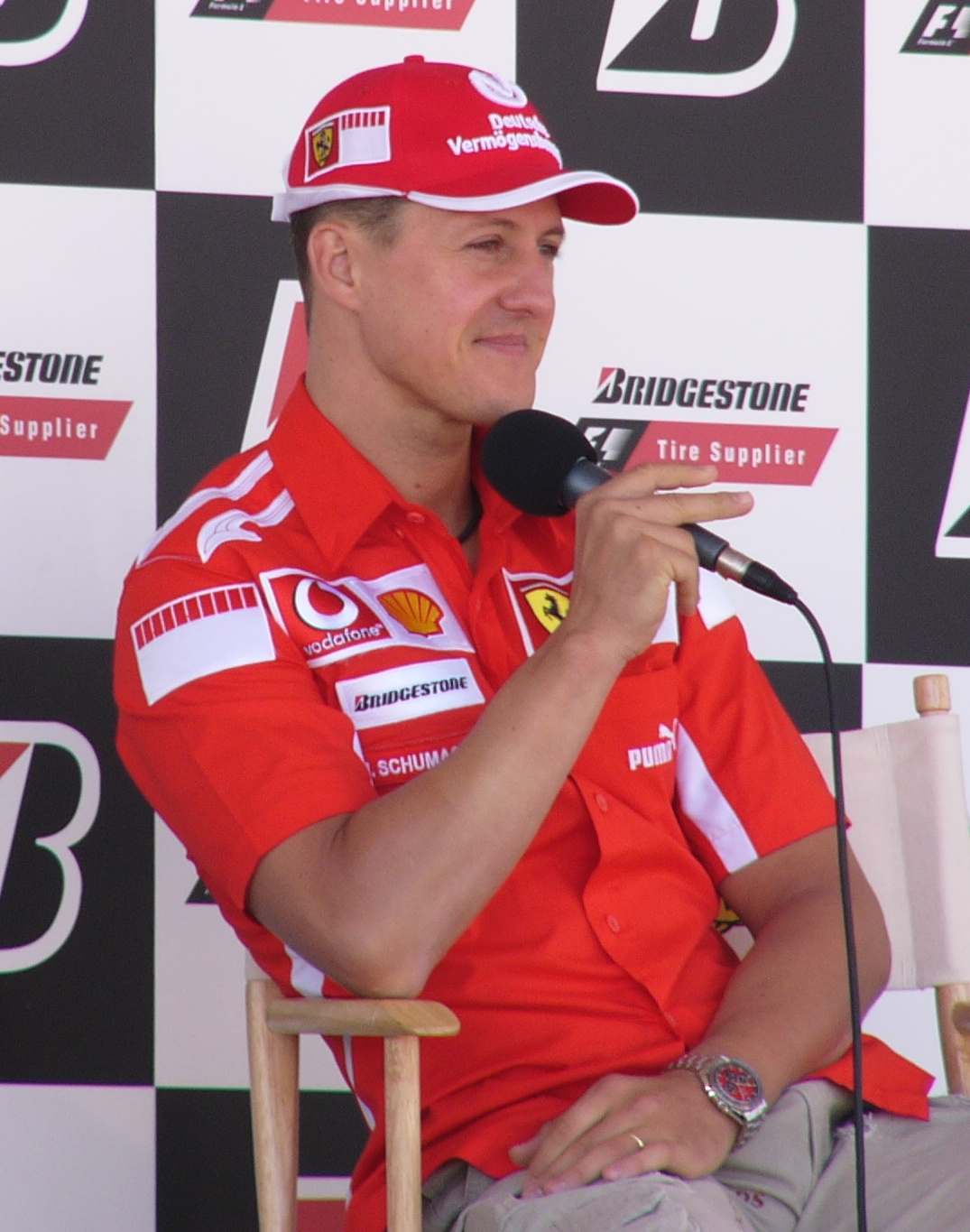
2. Michael Schumacher
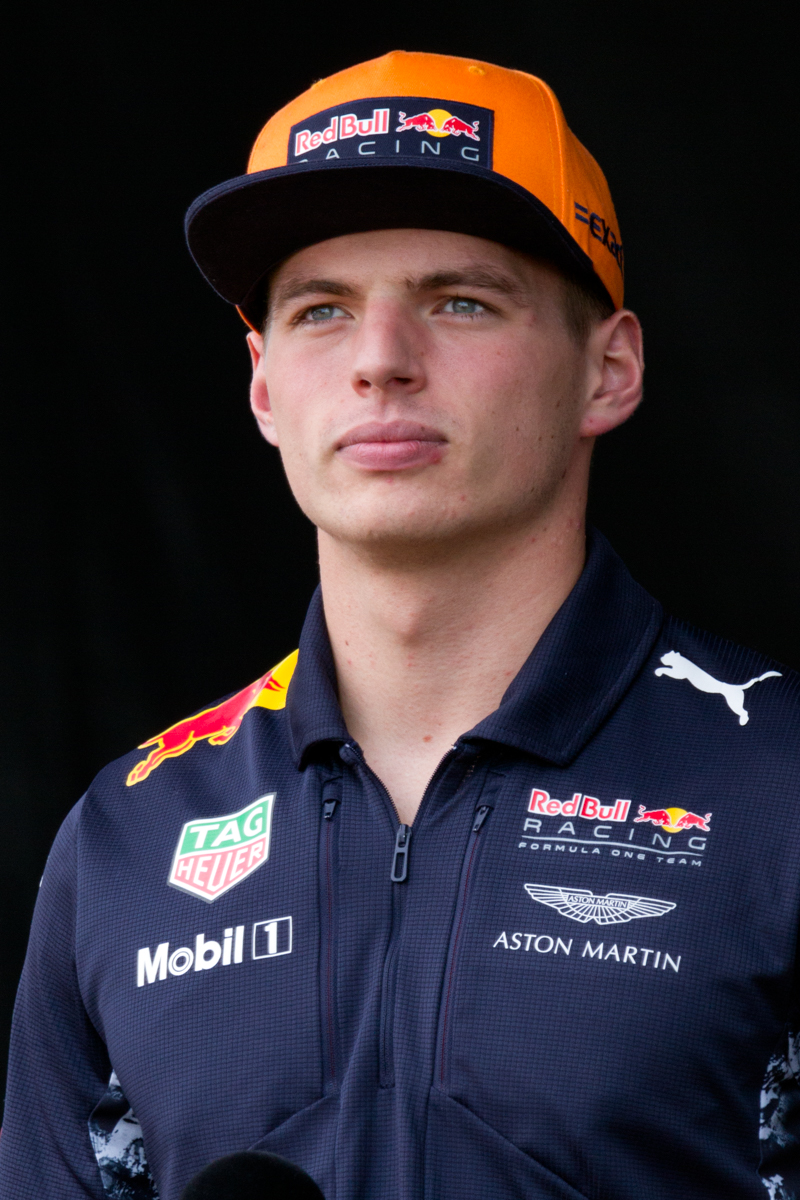
3. Max Verstappen
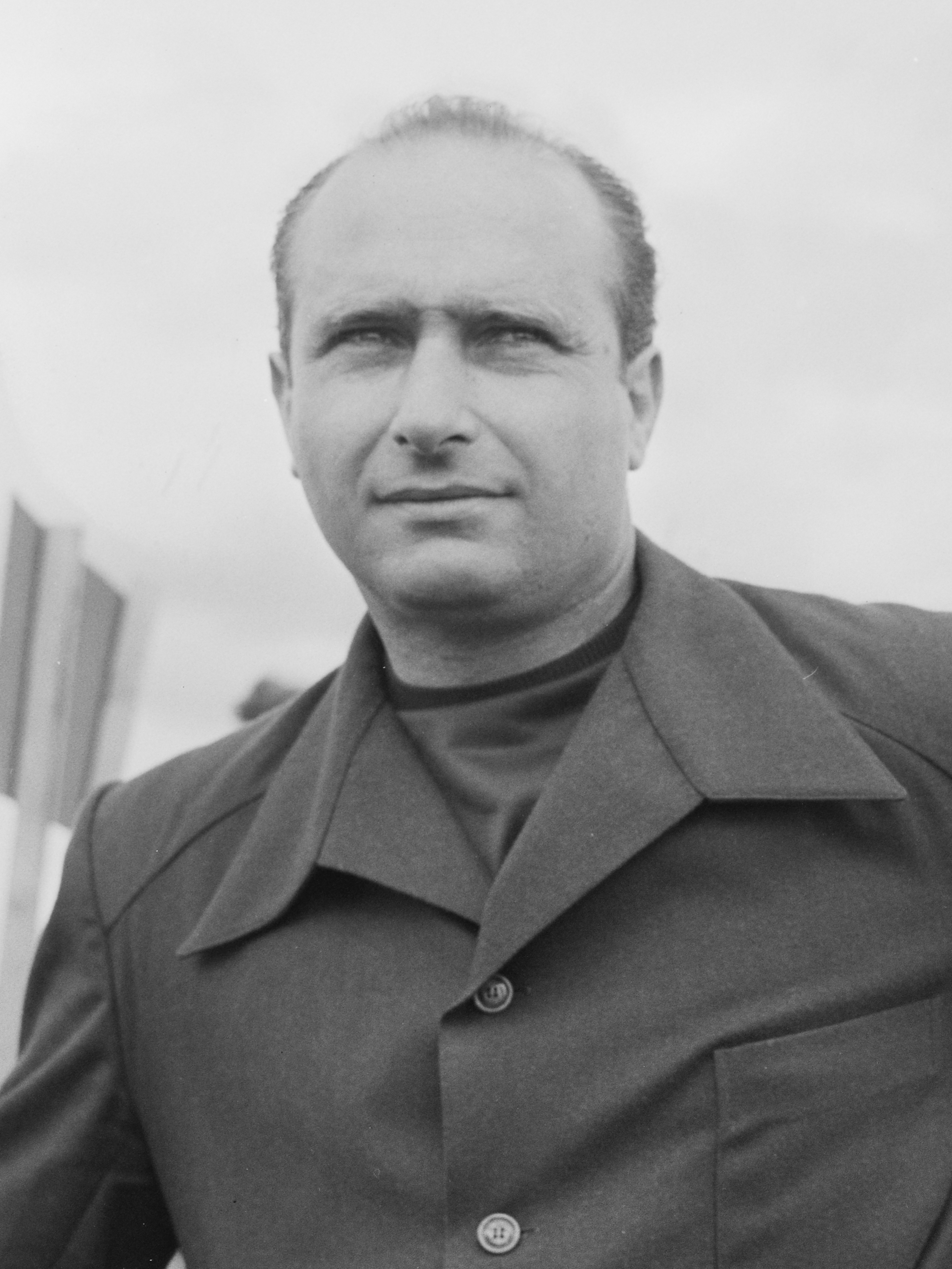
Beste Siegquote[A 1]: Juan Manuel Fangio

Datenstand: Großer Preis von Ungarn 2025
| Platz | Fahrer                    | Nation                 | Siege | Starts | Quote   | von  | bis  | Siege je Konstrukteur                                          | Konstrukteur 2025 |
| ----- | ------------------------- | ---------------------- | ----- | ------ | ------- | ---- | ---- | -------------------------------------------------------------- | ----------------- |
| 1     | Lewis Hamilton★★★★★★★     | Vereinigtes Konigreich | 105   | 370    | 28,38 % | 2007 | 2025 | Mercedes (84), McLaren (21)                                    | Ferrari           |
| 2     | Michael Schumacher★★★★★★★ | Deutschland            | 091   | 307    | 29,64 % | 1991 | 2012 | Ferrari (72), Benetton (19)                                    |                   |
| 3     | Max Verstappen★★★★        | Niederlande            | 065   | 223    | 29,15 % | 2015 | 2025 | Red Bull (alle)                                                | Red Bull          |
| 4     | Sebastian Vettel★★★★      | Deutschland            | 053   | 299    | 17,73 % | 2007 | 2022 | Red Bull (38), Ferrari (14), Toro Rosso (1)                    |                   |
| 5     | Alain Prost★★★★           | Frankreich             | 051   | 199    | 25,63 % | 1980 | 1993 | McLaren (30), Renault (9), Williams (7), Ferrari (5)           |                   |
| 6     | Ayrton Senna★★★           | Brasilien              | 041   | 161    | 25,47 % | 1984 | 1994 | McLaren (35), Lotus (6)                                        |                   |
| 7     | Fernando Alonso★★         | Spanien                | 032   | 415    | 07,71 % | 2001 | 2025 | Renault (17), Ferrari (11), McLaren (4)                        | Aston Martin      |
| 8     | Nigel Mansell★            | Vereinigtes Konigreich | 031   | 187    | 16,58 % | 1980 | 1995 | Williams (28), Ferrari (3)                                     |                   |
| 9     | Jackie Stewart★★★         | Vereinigtes Konigreich | 027   | 099    | 27,27 % | 1965 | 1973 | Tyrrell (15), Matra (9), B.R.M. (2), March (1)                 |                   |
| 10    | Jim Clark★★               | Vereinigtes Konigreich | 025   | 072    | 34,72 % | 1960 | 1968 | Lotus (alle)                                                   |                   |
| 0     | Niki Lauda★★★             | Osterreich             | 025   | 171    | 14,62 % | 1971 | 1985 | Ferrari (15), McLaren (8), Brabham (2)                         |                   |
| 12    | Juan Manuel Fangio★★★★★   | Argentinien            | 024   | 051    | 47,06 % | 1950 | 1958 | Mercedes (8), Maserati (7), Alfa Romeo (6), Ferrari (3)        |                   |
| 13    | Nelson Piquet★★★          | Brasilien              | 023   | 204    | 11,27 % | 1978 | 1991 | Brabham (13), Williams (7), Benetton (3)                       |                   |
| 0     | Nico Rosberg★             | Deutschland            | 023   | 206    | 11,17 % | 2006 | 2016 | Mercedes (alle)                                                |                   |
| 15    | Damon Hill★               | Vereinigtes Konigreich | 022   | 115    | 19,13 % | 1992 | 1999 | Williams (21), Jordan (1)                                      |                   |
| 16    | Kimi Räikkönen★           | Finnland               | 021   | 349    | 06,02 % | 2001 | 2021 | Ferrari (10), McLaren (9), Lotus (2)                           |                   |
| 17    | Mika Häkkinen★★           | Finnland               | 020   | 161    | 12,42 % | 1991 | 2001 | McLaren (alle)                                                 |                   |
| 18    | Stirling Moss             | Vereinigtes Konigreich | 016   | 066    | 24,24 % | 1951 | 1961 | Vanwall (6), Lotus (4), Cooper (3), Maserati (2), Mercedes (1) |                   |
| 19    | Jenson Button★            | Vereinigtes Konigreich | 015   | 306    | 04,90 % | 2000 | 2017 | McLaren (8), Brawn (6), Honda (1)                              |                   |
| 20    | Jack Brabham★★★           | Australien             | 014   | 123    | 11,38 % | 1955 | 1970 | Brabham, Cooper (je 7)                                         |                   |
| 0     | Emerson Fittipaldi★★      | Brasilien              | 014   | 144    | 09,72 % | 1970 | 1980 | Lotus (9), McLaren (5)                                         |                   |
| 0     | Graham Hill★★             | Vereinigtes Konigreich | 014   | 175    | 08,00 % | 1958 | 1975 | B.R.M. (10), Lotus (4)                                         |                   |
| 23    | Alberto Ascari★★          | Italien                | 013   | 032    | 40,63 % | 1950 | 1955 | Ferrari (alle)                                                 |                   |
| 0     | David Coulthard           | Vereinigtes Konigreich | 013   | 246    | 05,28 % | 1994 | 2008 | McLaren (12), Williams (1)                                     |                   |
| 25    | Alan Jones★               | Australien             | 012   | 116    | 10,34 % | 1975 | 1986 | Williams (11), Shadow (1)                                      |                   |
| 0     | Mario Andretti★           | Vereinigte Staaten     | 012   | 128    | 09,38 % | 1968 | 1982 | Lotus (11), Ferrari (1)                                        |                   |
| 0     | Carlos Reutemann          | Argentinien            | 012   | 146    | 08,22 % | 1972 | 1982 | Ferrari (5), Brabham (4), Williams (3)                         |                   |
| 28    | Jacques Villeneuve★       | Kanada                 | 011   | 163    | 06,75 % | 1996 | 2006 | Williams (alle)                                                |                   |
| 0     | Felipe Massa              | Brasilien              | 011   | 269    | 04,09 % | 2002 | 2017 | Ferrari (alle)                                                 |                   |
| 0     | Rubens Barrichello        | Brasilien              | 011   | 323    | 03,41 % | 1993 | 2011 | Ferrari (9), Brawn (2)                                         |                   |
| 31    | James Hunt★               | Vereinigtes Konigreich | 010   | 092    | 10,87 % | 1973 | 1979 | McLaren (9), Hesketh (1)                                       |                   |
| 0     | Jody Scheckter★           | Sudafrika 1961         | 010   | 112    | 08,93 % | 1972 | 1980 | Tyrrell (4), Ferrari, Wolf (je 3)                              |                   |
| 0     | Ronnie Peterson           | Schweden               | 010   | 123    | 08,13 % | 1970 | 1978 | Lotus (9), March (1)                                           |                   |
| 0     | Gerhard Berger            | Osterreich             | 010   | 210    | 04,76 % | 1984 | 1997 | Ferrari (5), McLaren (3), Benetton (2)                         |                   |
| 0     | Valtteri Bottas           | Finnland               | 010   | 246    | 04,07 % | 2013 | 2024 | Mercedes (alle)                                                |                   |
| 36    | Lando Norris              | Vereinigtes Konigreich | 009   | 142    | 06,34 % | 2019 | 2025 | McLaren (alle)                                                 | McLaren           |
| 0     | Mark Webber               | Australien             | 009   | 215    | 04,19 % | 2002 | 2013 | Red Bull (alle)                                                |                   |
| 38    | Oscar Piastri             | Australien             | 008   | 060    | 13,33 % | 2023 | 2025 | McLaren (alle)                                                 | McLaren           |
| 0     | Denis Hulme★              | Neuseeland             | 008   | 112    | 07,14 % | 1965 | 1974 | McLaren (6), Brabham (2)                                       |                   |
| 0     | Jacky Ickx                | Belgien                | 008   | 114    | 07,02 % | 1967 | 1979 | Ferrari (6), Brabham (2)                                       |                   |
| 0     | Charles Leclerc           | Monaco                 | 008   | 161    | 04,97 % | 2018 | 2025 | Ferrari (alle)                                                 | Ferrari           |
| 0     | Daniel Ricciardo          | Australien             | 008   | 257    | 03,11 % | 2011 | 2024 | Red Bull (7), McLaren (1)                                      |                   |
| 43    | Juan Pablo Montoya        | Kolumbien              | 007   | 094    | 07,45 % | 2001 | 2006 | Williams (4), McLaren (3)                                      |                   |
| 0     | René Arnoux               | Frankreich             | 007   | 149    | 04,70 % | 1978 | 1989 | Renault (4), Ferrari (3)                                       |                   |
| 45    | Tony Brooks               | Vereinigtes Konigreich | 006   | 038    | 15,79 % | 1956 | 1961 | Vanwall (4), Ferrari (2)                                       |                   |
| 0     | Jochen Rindt★             | Osterreich             | 006   | 060    | 10,00 % | 1964 | 1970 | Lotus (alle)                                                   |                   |
| 0     | Gilles Villeneuve         | Kanada                 | 006   | 067    | 08,96 % | 1977 | 1982 | Ferrari (alle)                                                 |                   |
| 0     | John Surtees★             | Vereinigtes Konigreich | 006   | 111    | 05,41 % | 1960 | 1972 | Ferrari (4), Cooper, Honda (je 1)                              |                   |
| 0     | Jacques Laffite           | Frankreich             | 006   | 176    | 03,41 % | 1974 | 1986 | Ligier (alle)                                                  |                   |
| 0     | Ralf Schumacher           | Deutschland            | 006   | 180    | 03,33 % | 1997 | 2007 | Williams (alle)                                                |                   |
| 0     | Riccardo Patrese          | Italien                | 006   | 256    | 02,34 % | 1977 | 1993 | Williams (4), Brabham (2)                                      |                   |
| 0     | Sergio Pérez              | Mexiko                 | 006   | 281    | 02,14 % | 2011 | 2024 | Red Bull (5), Racing Point (1)                                 |                   |
| 53    | Giuseppe Farina★          | Italien                | 005   | 033    | 15,15 % | 1950 | 1955 | Alfa Romeo (4), Ferrari (1)                                    |                   |
| 0     | Keke Rosberg★             | Finnland               | 005   | 114    | 04,39 % | 1978 | 1986 | Williams (alle)                                                |                   |
| 0     | Clay Regazzoni            | Schweiz                | 005   | 132    | 03,79 % | 1970 | 1980 | Ferrari (4), Williams (1)                                      |                   |
| 0     | John Watson               | Vereinigtes Konigreich | 005   | 152    | 03,29 % | 1973 | 1985 | McLaren (4), Penske (1)                                        |                   |
| 0     | Michele Alboreto          | Italien                | 005   | 194    | 02,58 % | 1981 | 1994 | Ferrari (3), Tyrrell (2)                                       |                   |
| 58    | Dan Gurney                | Vereinigte Staaten     | 004   | 086    | 04,65 % | 1959 | 1970 | Brabham (2), Eagle, Porsche (je 1)                             |                   |
| 0     | Bruce McLaren             | Neuseeland             | 004   | 098    | 04,08 % | 1958 | 1970 | Cooper (3), McLaren (1)                                        |                   |
| 0     | George Russell            | Vereinigtes Konigreich | 004   | 142    | 02,82 % | 2019 | 2025 | Mercedes (alle)                                                | Mercedes          |
| 0     | Eddie Irvine              | Vereinigtes Konigreich | 004   | 146    | 02,74 % | 1993 | 2002 | Ferrari (alle)                                                 |                   |
| 0     | Carlos Sainz jr.          | Spanien                | 004   | 219    | 01,83 % | 2015 | 2025 | Ferrari (alle)                                                 | Williams          |
| 63    | Peter Collins             | Vereinigtes Konigreich | 003   | 032    | 09,38 % | 1952 | 1958 | Ferrari (alle)                                                 |                   |
| 0     | Mike Hawthorn★            | Vereinigtes Konigreich | 003   | 045    | 06,67 % | 1952 | 1958 | Ferrari (alle)                                                 |                   |
| 0     | Phil Hill★                | Vereinigte Staaten     | 003   | 047    | 06,38 % | 1958 | 1964 | Ferrari (alle)                                                 |                   |
| 0     | Didier Pironi             | Frankreich             | 003   | 070    | 04,29 % | 1978 | 1982 | Ferrari (2), Ligier (1)                                        |                   |
| 0     | Heinz-Harald Frentzen     | Deutschland            | 003   | 157    | 01,91 % | 1994 | 2003 | Jordan (2), Williams (1)                                       |                   |
| 0     | Johnny Herbert            | Vereinigtes Konigreich | 003   | 161    | 01,86 % | 1989 | 2000 | Benetton (2), Stewart (1)                                      |                   |
| 0     | Thierry Boutsen           | Belgien                | 003   | 163    | 01,84 % | 1983 | 1993 | Williams (alle)                                                |                   |
| 0     | Giancarlo Fisichella      | Italien                | 003   | 229    | 01,31 % | 1996 | 2009 | Renault (2), Jordan (1)                                        |                   |
| 71    | Bill Vukovich             | Vereinigte Staaten     | 002   | 005    | 40,00 % | 1951 | 1955 | Kurtis Kraft (beide)                                           |                   |
| 0     | José Froilán González     | Argentinien            | 002   | 026    | 07,69 % | 1950 | 1960 | Ferrari (beide)                                                |                   |
| 0     | Wolfgang von Trips        | Deutschland            | 002   | 027    | 07,41 % | 1957 | 1961 | Ferrari (beide)                                                |                   |
| 0     | Peter Revson              | Vereinigte Staaten     | 002   | 030    | 06,67 % | 1964 | 1974 | McLaren (beide)                                                |                   |
| 0     | Jean-Pierre Jabouille     | Frankreich             | 002   | 049    | 04,08 % | 1975 | 1981 | Renault (beide)                                                |                   |
| 0     | Pedro Rodríguez           | Mexiko                 | 002   | 054    | 03,70 % | 1963 | 1971 | B.R.M., Cooper (je 1)                                          |                   |
| 0     | Maurice Trintignant       | Frankreich             | 002   | 082    | 02,44 % | 1950 | 1964 | Cooper, Ferrari (je 1)                                         |                   |
| 0     | Patrick Depailler         | Frankreich             | 002   | 095    | 02,11 % | 1972 | 1980 | Ligier, Tyrrell (je 1)                                         |                   |
| 0     | Jo Siffert                | Schweiz                | 002   | 096    | 02,08 % | 1962 | 1971 | B.R.M., Lotus (je 1)                                           |                   |
| 0     | Elio de Angelis           | Italien                | 002   | 108    | 01,85 % | 1979 | 1986 | Lotus (beide)                                                  |                   |
| 0     | Patrick Tambay            | Frankreich             | 002   | 114    | 01,75 % | 1977 | 1986 | Ferrari (beide)                                                |                   |
| 82    | Lee Wallard               | Vereinigte Staaten     | 001   | 002    | 50,00 % | 1950 | 1951 | Kurtis Kraft                                                   |                   |
| 0     | Pat Flaherty              | Vereinigte Staaten     | 001   | 005    | 20,00 % | 1950 | 1959 | Watson                                                         |                   |
| 0     | Bob Sweikert              | Vereinigte Staaten     | 001   | 005    | 20,00 % | 1952 | 1956 | Kurtis Kraft                                                   |                   |
| 0     | Luigi Fagioli             | Italien                | 001   | 007    | 14,29 % | 1950 | 1951 | Alfa Romeo                                                     |                   |
| 0     | Sam Hanks                 | Vereinigte Staaten     | 001   | 008    | 12,50 % | 1950 | 1957 | Salih                                                          |                   |
| 0     | Troy Ruttman              | Vereinigte Staaten     | 001   | 008    | 12,50 % | 1950 | 1960 | Kuzma                                                          |                   |
| 0     | Johnnie Parsons           | Vereinigte Staaten     | 001   | 009    | 11,11 % | 1950 | 1958 | Kurtis Kraft                                                   |                   |
| 0     | Jimmy Bryan               | Vereinigte Staaten     | 001   | 009    | 11,11 % | 1952 | 1960 | Salih                                                          |                   |
| 0     | Jim Rathmann              | Vereinigte Staaten     | 001   | 010    | 10,00 % | 1950 | 1960 | Watson                                                         |                   |
| 0     | Ludovico Scarfiotti       | Italien                | 001   | 010    | 10,00 % | 1963 | 1968 | Ferrari                                                        |                   |
| 0     | Rodger Ward               | Vereinigte Staaten     | 001   | 012    | 08,33 % | 1951 | 1963 | Watson                                                         |                   |
| 0     | Piero Taruffi             | Italien                | 001   | 018    | 05,56 % | 1950 | 1956 | Ferrari                                                        |                   |
| 0     | Giancarlo Baghetti        | Italien                | 001   | 021    | 04,76 % | 1961 | 1967 | Ferrari                                                        |                   |
| 0     | Luigi Musso               | Italien                | 001   | 024    | 04,17 % | 1953 | 1958 | Ferrari                                                        |                   |
| 0     | Peter Gethin              | Vereinigtes Konigreich | 001   | 030    | 03,33 % | 1970 | 1974 | B.R.M.                                                         |                   |
| 0     | Gunnar Nilsson            | Schweden               | 001   | 031    | 03,23 % | 1976 | 1977 | Lotus                                                          |                   |
| 0     | Lorenzo Bandini           | Italien                | 001   | 042    | 02,38 % | 1961 | 1967 | Ferrari                                                        |                   |
| 0     | François Cevert           | Frankreich             | 001   | 046    | 02,17 % | 1970 | 1973 | Tyrrell                                                        |                   |
| 0     | Innes Ireland             | Vereinigtes Konigreich | 001   | 050    | 02,00 % | 1959 | 1966 | Lotus                                                          |                   |
| 0     | Richie Ginther            | Vereinigte Staaten     | 001   | 052    | 01,92 % | 1960 | 1966 | Honda                                                          |                   |
| 0     | Carlos Pace               | Brasilien              | 001   | 072    | 01,39 % | 1972 | 1977 | Brabham                                                        |                   |
| 0     | Vittorio Brambilla        | Italien                | 001   | 074    | 01,35 % | 1974 | 1980 | March                                                          |                   |
| 0     | Alessandro Nannini        | Italien                | 001   | 077    | 01,30 % | 1986 | 1990 | Benetton                                                       |                   |
| 0     | Jean-Pierre Beltoise      | Frankreich             | 001   | 085    | 01,18 % | 1967 | 1974 | B.R.M.                                                         |                   |
| 0     | Pastor Maldonado          | Venezuela              | 001   | 095    | 01,03 % | 2011 | 2015 | Williams                                                       |                   |
| 0     | Robert Kubica             | Polen                  | 001   | 099    | 01,01 % | 2006 | 2021 | BMW                                                            |                   |
| 0     | Joakim Bonnier            | Schweden               | 001   | 103    | 00,97 % | 1956 | 1971 | B.R.M.                                                         |                   |
| 0     | Jochen Mass               | Deutschland            | 001   | 105    | 00,95 % | 1973 | 1982 | McLaren                                                        |                   |
| 0     | Heikki Kovalainen         | Finnland               | 001   | 111    | 00,90 % | 2007 | 2013 | McLaren                                                        |                   |
| 0     | Olivier Panis             | Frankreich             | 001   | 158    | 00,63 % | 1994 | 2004 | Ligier                                                         |                   |
| 0     | Pierre Gasly              | Frankreich             | 001   | 167    | 00,60 % | 2017 | 2025 | AlphaTauri                                                     | Alpine            |
| 0     | Esteban Ocon              | Frankreich             | 001   | 170    | 00,59 % | 2016 | 2025 | Alpine                                                         | Haas              |
| 0     | Jean Alesi                | Frankreich             | 001   | 201    | 00,50 % | 1989 | 2001 | Ferrari                                                        |                   |
| 0     | Jarno Trulli              | Italien                | 001   | 252    | 00,40 % | 1997 | 2011 | Renault                                                        |                   |

★ = Anzahl der Weltmeistertitel
1. ↑  Bei mindestens zehn Grand-Prix-Starts.
2. 1 2 3 4 5 6 7 8 9 10  Fahrer trat lediglich beim Indy 500 an, das zwischen 1950 und 1960 im Rahmen der „Automobil-Weltmeisterschaft“ (erst ab 1981 „Formel-1-Weltmeisterschaft“) ausgetragen wurde; Fahrzeuge nach Formel-1-Reglement waren dort allerdings nicht zugelassen.

## Nach Nationen

Nation mit den meisten GP-Siegen: Vereinigtes Königreich

Die folgende Tabelle erfasst die Anzahl aller Grand-Prix-Siege nach Fahrernationen aufgeschlüsselt. Zudem zeigt sie die Zahl der Fahrer an, die jeweils für eine Nation erfolgreich waren, sowie die Namen der drei häufigsten GP-Sieger eines Landes.
Die Namen der Nationen, unter deren Flagge mindestens ein Fahrer für die Formel-1-Weltmeisterschaft 2025 unter Vertrag steht, sind grau hinterlegt.
Anmerkung: Als Fahrernation wird i. d. R. das Herkunftsland eines Fahrers bezeichnet. Dies muss nicht zwingend auch das Geburtsland des Piloten sein (siehe Jochen Rindt). In neuerer Zeit wird die Nation eines Fahrers danach bestimmt, mit welcher Lizenz er antritt (siehe Nico Rosberg).
Datenstand: Großer Preis von Ungarn 2025
| Platz | Nation                 | Siege | Doppel- siege | Anzahl Fahrer | Erfolgreichste Fahrer (Siege)                                                       |
| ----- | ---------------------- | ----- | ------------- | ------------- | ----------------------------------------------------------------------------------- |
| 01    | Vereinigtes Königreich | 322   | 45            | 21            | Lewis Hamilton (105), Nigel Mansell (31), Jackie Stewart (27)                       |
| 02    | Deutschland            | 179   | 14            | 07            | Michael Schumacher (91), Sebastian Vettel (53), Nico Rosberg (23)                   |
| 03    | Brasilien              | 101   | 11            | 06            | Ayrton Senna (41), Nelson Piquet (23), Emerson Fittipaldi (14)                      |
| 04    | Frankreich             | 081   | 11            | 14            | Alain Prost (51), René Arnoux (7), Jacques Laffite (6)                              |
| 05    | Niederlande            | 065   | 0–            | 01            | Max Verstappen (alle)                                                               |
| 06    | Finnland               | 057   | 0–            | 05            | Kimi Räikkönen (21), Mika Häkkinen (20), Valtteri Bottas (10)                       |
| 07    | Australien             | 051   | 0–            | 05            | Jack Brabham (14), Alan Jones (12), Mark Webber (9)                                 |
| 08    | Italien                | 043   | 16            | 15            | Alberto Ascari (13), Riccardo Patrese (6), Michele Alboreto, Giuseppe Farina (je 5) |
| 09    | Österreich             | 041   | 0–            | 03            | Niki Lauda (25), Gerhard Berger (10), Jochen Rindt (6)                              |
| 10    | Argentinien            | 038   | 06            | 03            | Juan Manuel Fangio (24), Carlos Reutemann (12), José Froilán González (2)           |
| 11    | Spanien                | 036   | 0–            | 02            | Fernando Alonso (32), Carlos Sainz jr. (4)                                          |
| 12    | Vereinigte Staaten     | 033   | 14            | 15            | Mario Andretti (12), Dan Gurney (4), Phil Hill (3)                                  |
| 13    | Kanada                 | 017   | 0–            | 02            | Jacques Villeneuve (11), Gilles Villeneuve (6)                                      |
| 14    | Neuseeland             | 012   | 01            | 02            | Denis Hulme (8), Bruce McLaren (4)                                                  |
| 0     | Schweden               | 012   | 0–            | 03            | Ronnie Peterson (10), Joakim Bonnier, Gunnar Nilsson (je 1)                         |
| 16    | Belgien                | 011   | 0–            | 02            | Jacky Ickx (8), Thierry Boutsen (3)                                                 |
| 17    | Südafrika              | 010   | 0–            | 01            | Jody Scheckter (alle)                                                               |
| 18    | Mexiko                 | 008   | 0–            | 02            | Sergio Pérez (6), Pedro Rodríguez (2)                                               |
| 0     | Monaco                 | 008   | 0–            | 01            | Charles Leclerc (alle)                                                              |
| 20    | Kolumbien              | 007   | 0–            | 01            | Juan Pablo Montoya (alle)                                                           |
| 0     | Schweiz                | 007   | 0–            | 02            | Clay Regazzoni (5), Jo Siffert (2)                                                  |
| 22    | Polen                  | 001   | 0–            | 01            | Robert Kubica                                                                       |
| 0     | Venezuela              | 001   | 0–            | 01            | Pastor Maldonado                                                                    |

unterstrichen = in der Saison 2025 aktive Fahrer

## Nach Konstrukteuren

Konstrukteur mit den meisten GP-Siegen: Ferrari

Neben der Anzahl der errungenen Siege und Doppelsiege gibt die folgende Tabelle die im Verhältnis zu den Grand-Prix-Starts stehende jeweilige Siegquote wieder. Darüber hinaus gibt sie sowohl die Zeitspanne an, in welcher der jeweilige Konstrukteur in der Formel 1 (nicht zwingend durchgehend) aktiv war, wie auch einen Überblick über die erfolgreichsten Fahrer auf dem Fabrikat.
Die Konstrukteure, die für die Formel-1-Weltmeisterschaft 2025 eingeschrieben sind, sind grau hinterlegt.
Anmerkung: Die Liste führt den Kurznamen des Konstrukteurs auf. In Klammern sind gegebenenfalls mögliche Alternativbezeichnungen genannt, unter denen der Konstrukteur in Teilzeiträumen antrat oder bekannt war. Die Nation steht für das Land, mit dessen Lizenz der Konstrukteur antritt. Das muss nicht identisch sein mit dem Land, in dem der Konstrukteur seinen operativen Sitz hat.
Datenstand: Großer Preis von Ungarn 2025
| Platz | Konstrukteur                           | Nation                 | Siege | Starts | Quote   | Doppel- siege | von  | bis  | Erfolgreichste Fahrer (Siege)                                                     |
| ----- | -------------------------------------- | ---------------------- | ----- | ------ | ------- | ------------- | ---- | ---- | --------------------------------------------------------------------------------- |
| 01    | Ferrari                                | Italien                | 248   | 1112   | 22,30 % | 87            | 1950 | 2025 | Michael Schumacher (72), Niki Lauda (15), Sebastian Vettel (14)                   |
| 02    | McLaren                                | Vereinigtes Konigreich | 200   | 0984   | 20,33 % | 56            | 1966 | 2025 | Ayrton Senna (35), Alain Prost (30), Lewis Hamilton (21)                          |
| 03    | Mercedes                               | Deutschland            | 130   | 0331   | 39,27 % | 60            | 1954 | 2025 | Lewis Hamilton (84), Nico Rosberg (23), Valtteri Bottas (10)                      |
| 04    | Red Bull                               | Osterreich             | 124   | 0407   | 30,47 % | 31            | 2005 | 2025 | Max Verstappen (65), Sebastian Vettel (38), Mark Webber (9)                       |
| 05    | Williams                               | Vereinigtes Konigreich | 114   | 0840   | 13,57 % | 33            | 1975 | 2025 | Nigel Mansell (28), Damon Hill (21), Alan Jones, Jacques Villeneuve (je 11)       |
| 06    | Lotus                                  | Vereinigtes Konigreich | 079   | 0491   | 16,09 % | 08            | 1958 | 1994 | Jim Clark (25), Mario Andretti (11), Emerson Fittipaldi, Ronnie Peterson (je 9)   |
| 07    | Renault (Alpine)                       | Frankreich             | 036   | 0465   | 07,74 % | 02            | 1977 | 2025 | Fernando Alonso (17), Alain Prost (9), René Arnoux (4)                            |
| 08    | Brabham                                | Vereinigtes Konigreich | 035   | 0394   | 08,88 % | 08            | 1962 | 1992 | Nelson Piquet (13), Jack Brabham (7), Carlos Reutemann (4)                        |
| 09    | Benetton                               | Italien                | 027   | 0260   | 10,38 % | 02            | 1986 | 2001 | Michael Schumacher (19), Nelson Piquet (3), Gerhard Berger, Johnny Herbert (je 2) |
| 10    | Tyrrell                                | Vereinigtes Konigreich | 023   | 0430   | 05,35 % | 08            | 1970 | 1998 | Jackie Stewart (15), Jody Scheckter (4), Michele Alboreto (2)                     |
| 11    | B.R.M. (British Racing Motors)         | Vereinigtes Konigreich | 017   | 0197   | 08,63 % | 05            | 1951 | 1977 | Graham Hill (10), Jackie Stewart (2)                                              |
| 12    | Cooper                                 | Vereinigtes Konigreich | 016   | 0128   | 12,50 % | 06            | 1950 | 1969 | Jack Brabham (7), Bruce McLaren, Stirling Moss (je 3)                             |
| 13    | Alfa Romeo                             | Italien                | 010   | 0110   | 09,09 % | 04            | 1950 | 1985 | Juan Manuel Fangio (5½)*, Giuseppe Farina (4), Luigi Fagioli (½)*                 |
| 14    | Ligier                                 | Frankreich             | 009   | 0326   | 02,76 % | 01            | 1976 | 1996 | Jacques Laffite (6), Patrick Depailler, Olivier Panis, Didier Pironi (je 1)       |
| 0     | Maserati                               | Italien                | 009   | 0070   | 12,86 % | 01            | 1950 | 1960 | Juan Manuel Fangio (7), Stirling Moss (2)                                         |
| 0     | Matra                                  | Frankreich             | 009   | 0060   | 15,00 % | 02            | 1966 | 1972 | Jackie Stewart (alle)                                                             |
| 0     | Vanwall                                | Vereinigtes Konigreich | 009   | 0028   | 32,14 % | 0–            | 1954 | 1960 | Stirling Moss (5½)*, Tony Brooks (3½)*                                            |
| 18    | Brawn                                  | Vereinigtes Konigreich | 008   | 0017   | 47,06 % | 04            | 2009 | 2009 | Jenson Button (6), Rubens Barrichello (2)                                         |
| 19    | Kurtis Kraft                           | Vereinigte Staaten     | 005   | 0012   | 41,67 % | 03            | 1950 | 1960 | Bill Vukovich (2), Johnnie Parsons, Bob Sweikert, Lee Wallard (je 1)              |
| 20    | Jordan                                 | Irland                 | 004   | 0250   | 01,60 % | 01            | 1991 | 2005 | Heinz-Harald Frentzen (2), Giancarlo Fisichella, Damon Hill (je 1)                |
| 21    | Honda                                  | Japan                  | 003   | 0088   | 03,41 % | 0–            | 1964 | 2008 | Jenson Button, Richie Ginther, John Surtees (je 1)                                |
| 0     | March                                  | Vereinigtes Konigreich | 003   | 0205   | 01,46 % | 0–            | 1970 | 1992 | Vittorio Brambilla, Ronnie Peterson, Jackie Stewart (je 1)                        |
| 0     | Watson                                 | Vereinigte Staaten     | 003   | 0009   | 33,33 % | 02            | 1950 | 1960 | Pat Flaherty, Jim Rathmann, Rodger Ward (je 1)                                    |
| 0     | Wolf (Walter Wolf Racing)              | Vereinigtes Konigreich | 003   | 0060   | 05,00 % | 0–            | 1976 | 1979 | Jody Scheckter (alle)                                                             |
| 25    | Epperly                                | Vereinigte Staaten     | 002   | 0004   | 50,00 % | 02            | 1957 | 1960 | Jimmy Bryan, Sam Hanks (je 1)                                                     |
| 0     | Lotus F1                               | Vereinigtes Konigreich | 002   | 0115   | 01,74 % | 0–            | 2010 | 2015 | Kimi Räikkönen (beide)                                                            |
| 0     | Toro Rosso (Alpha Tauri, Racing Bulls) | Italien                | 002   | 0389   | 00,51 % | 0–            | 2006 | 2025 | Pierre Gasly, Sebastian Vettel (je 1)                                             |
| 28    | BMW                                    | Deutschland            | 001   | 0070   | 01,43 % | 01            | 2006 | 2009 | Robert Kubica                                                                     |
| 0     | Eagle (Anglo American Racing)          | Vereinigte Staaten     | 001   | 0025   | 04,00 % | 0–            | 1966 | 1969 | Dan Gurney                                                                        |
| 0     | Hesketh                                | Vereinigtes Konigreich | 001   | 0052   | 01,92 % | 0–            | 1974 | 1978 | James Hunt                                                                        |
| 0     | Kuzma                                  | Vereinigte Staaten     | 001   | 0010   | 10,00 % | 0–            | 1951 | 1960 | Troy Ruttman                                                                      |
| 0     | Penske                                 | Vereinigte Staaten     | 001   | 0040   | 02,50 % | 0–            | 1974 | 1977 | John Watson                                                                       |
| 0     | Porsche                                | Deutschland            | 001   | 0030   | 03,33 % | 0–            | 1957 | 1964 | Dan Gurney                                                                        |
| 0     | Aston Martin (Racing Point)            | Vereinigtes Konigreich | 001   | 0151   | 00,66 % | 0–            | 2018 | 2025 | Sergio Pérez                                                                      |
| 0     | Shadow                                 | Vereinigtes Konigreich | 001   | 0104   | 00,96 % | 0–            | 1973 | 1980 | Alan Jones                                                                        |
| 0     | Stewart                                | Vereinigtes Konigreich | 001   | 0049   | 02,04 % | 0–            | 1997 | 1999 | Johnny Herbert                                                                    |

* geteilte Siege
unterstrichen = in der Saison 2025 für den Konstrukteur aktive Fahrer
1. ↑  Erstes Engagement 1975–1985 als Equipe Renault; später Einsatz ab 2002 als Renault F1 Team. Erst seit 2021 als Alpine F1 Team gemeldet, um die Sportwagensparte von Renault zu bewerben. Organisatorisch und besitztechnisch weiter Renault-Werksteam.
2. ↑  Ab 2006 zunächst als Toro Rosso; von 2020–2023 aus Sponsorgründen als Scuderia AlphaTauri an und seit 2024 als Visa Cashapp Racing Bulls.
3. ↑  Anglo American Racers war das europäische Standbein der US-amerikanischen Renn-Firma All American Racers mit operativem Sitz in Großbritannien. Auch als AAR Eagle bekannt.
4. ↑  Bis 2020 als Racing Point angetreten, seit 2021 aus Sponsoringgründen als Aston Martin F1 Team. Jedoch keine Mehrheitsbeteiligung des Automobilherstellers Aston Martin und keine Beziehung zum ehemaligen Aston Martin-Werksteam.

## Nach Motorenherstellern

Motorenhersteller mit den meisten GP-Siegen: Ferrari

Die Namen der Hersteller, deren Motoren für die Formel-1-Weltmeisterschaft 2025 in Kombination mit mindestens einem Konstrukteur eingeschrieben sind, sind grau hinterlegt.
Die Spalte „Motor“ führt den Kurznamen des Herstellers auf. In Klammern sind gegebenenfalls mögliche Alternativbezeichnungen genannt, unter denen der Hersteller in Teilzeiträumen Motoren lieferte oder bekannt war und die für diese Statistik berücksichtigt wurden.
Anmerkung: Alle großen Motorenhersteller wie Ferrari, Mercedes, Ford oder Renault lieferten in der Vergangenheit eigene Triebwerke auch unter Sponsoringnamen oder sonstigen abweichenden Markennamen. Die Anzahl der Starts bezieht sich grundsätzlich auf die unter eigenem Namen gelieferten Motoren sowie die in Klammern genannten Alternativen. In den allermeisten Fällen traten zu den Rennen ohnehin auch die Originalfabrikate an, weswegen dies auf die Anzahl der Starts wenig Auswirkung hat – bspw. belieferte Renault 2016–2018 neben seinem Werksteam parallel unter dem Branding TAG Heuer auch Red Bull. In diesem Beispiel zählen dagegen die als Mecachrome weiterentwickelten und eingesetzten Renault-Motoren in der Saison 1998 nicht zur Renault-Statistik. Renault selbst belieferte in dieser Saison auch keine weiteren Teams.
Datenstand: Großer Preis von Ungarn 2025
| Platz | Motor                            | Nation                 | Siege | Starts | Quote   | Doppel- siege | von  | bis  | Erfolgreichste Fahrer (Siege)                                                     |
| ----- | -------------------------------- | ---------------------- | ----- | ------ | ------- | ------------- | ---- | ---- | --------------------------------------------------------------------------------- |
| 01    | Ferrari                          | Italien                | 249   | 1114   | 22,35 % | 088           | 1950 | 2025 | Michael Schumacher (72), Niki Lauda, Sebastian Vettel (je 15)                     |
| 02    | Mercedes                         | Deutschland            | 234   | 0601   | 38,94 % | 100           | 1954 | 2025 | Lewis Hamilton (105), Nico Rosberg (23), Mika Häkkinen (20)                       |
| 03    | Renault (TAG Heuer)              | Frankreich             | 178   | 0761   | 23,39 % | 057           | 1977 | 2025 | Sebastian Vettel (38), Damon Hill (21), Fernando Alonso (17)                      |
| 04    | Ford (Ford-Cosworth)             | Vereinigte Staaten     | 176   | 0523   | 33,65 % | 108           | 1963 | 2004 | Jackie Stewart (25), Emerson Fittipaldi (14), Alan Jones (12)                     |
| 05    | Honda                            | Japan                  | 089   | 0481   | 18,50 % | 030           | 1964 | 2021 | Ayrton Senna (32), Max Verstappen (15), Nigel Mansell (13)                        |
| 06    | RBPT (Honda RBPT)                | Vereinigtes Konigreich | 049   | 0082   | 59,76 % | 013           | 2022 | 2025 | Max Verstappen (45), Sergio Pérez (4)                                             |
| 07    | Climax                           | Vereinigtes Konigreich | 040   | 0097   | 41,24 % | 016           | 1957 | 1969 | Jim Clark (19), Jack Brabham, Stirling Moss (je 7)                                |
| 08    | TAG Porsche (TAG Turbo, Porsche) | Deutschland            | 026   | 0103   | 25,24 % | 007           | 1958 | 1991 | Alain Prost (19), Niki Lauda (6), Dan Gurney (1)                                  |
| 09    | BMW                              | Deutschland            | 020   | 0269   | 07,43 % | 004           | 1952 | 2009 | Nelson Piquet (7), Ralf Schumacher (6), Juan Pablo Montoya (4)                    |
| 10    | B.R.M.                           | Vereinigtes Konigreich | 018   | 0189   | 09,52 % | 005           | 1951 | 1977 | Graham Hill (10), Jackie Stewart (2)                                              |
| 11    | Alfa Romeo                       | Italien                | 012   | 0223   | 05,38 % | 005           | 1950 | 1988 | Juan Manuel Fangio (5½)*, Giuseppe Farina (4), Niki Lauda (2), Luigi Fagioli (½)* |
| 12    | Maserati                         | Italien                | 011   | 0108   | 10,19 % | 001           | 1950 | 1969 | Juan Manuel Fangio (7), Stirling Moss (2), Pedro Rodríguez, John Surtees (je 1)   |
| 0     | Offenhauser                      | Vereinigte Staaten     | 011   | 0012   | 91,67 % | 011           | 1950 | 1960 | Bill Vukovich (2)                                                                 |
| 14    | Vanwall                          | Vereinigtes Konigreich | 009   | 0028   | 32,14 % | 00–           | 1954 | 1960 | Stirling Moss (5½)*, Tony Brooks (3½)*                                            |
| 0     | Repco                            | Australien             | 008   | 0033   | 24,24 % | 004           | 1966 | 1969 | Jack Brabham (6), Denis Hulme (2)                                                 |
| 16    | Mugen-Honda                      | Japan                  | 004   | 0147   | 02,72 % | 001           | 1992 | 2000 | Heinz-Harald Frentzen (2), Damon Hill, Olivier Panis (je 1)                       |
| 17    | Matra                            | Frankreich             | 003   | 0125   | 02,40 % | 00–           | 1968 | 1982 | Jacques Laffite (alle)                                                            |
| 18    | Weslake                          | Vereinigte Staaten     | 001   | 0014   | 07,14 % | 00–           | 1966 | 1968 | Dan Gurney                                                                        |

* geteilte Siege
unterstrichen = in der Saison 2025 für den Hersteller aktive Fahrer
1. ↑  Produktionsstandort anfangs in Stuttgart, nach dem Wiedereinstieg ab 1993 bei Ilmor Engineering, die zuvor auch als eigenständiger Motorenlieferant auftraten. Bis 2005 übernahm Mercedes das Unternehmen vollständig (heute Mercedes AMG HPP). Ein GP-Sieg wurde von Racing Point mit BWT Mercedes genannten Mercedes-Motoren eingefahren.
2. ↑  Renault belieferte das Red-Bull-Team 2016–2018 unter dem Branding TAG Heuer mit Motoren. Die unter diesem Namen errungenen neun GP-Siege wurden Renault zugerechnet.
3. ↑  Ford ließ zwischen 1967 und 2004 seine F1-Triebwerke hauptsächlich beim britischen Motorenhersteller Cosworth bauen. Die meisten Einsätze erfolgten als Ford-Cosworth, teils auch direkt als Ford. Zuvor von 1963–1966 bereits einige Starts ohne Beteiligung von Cosworth. 2005/2006 sowie 2010–2013 trat Cosworth auch unter eigenem Namen im Grand-Prix-Sport an, konnte aber ohne die finanziellen Mittel des Automobilherstellers keine siegreichen Motoren mehr stellen.
4. ↑  2022 zunächst als RBPT angetreten mit dem übernommenen Motor von Honda. Seit 2023 als Honda RBPT.
5. ↑  Zwischen 1983 und 1987 baute Porsche im Auftrag der TAG Group SA Motoren und lieferte diese an McLaren, das Triebwerk hieß offiziell TAG Turbo. Ein GP-Sieg gelang 1962 als Porsche-Werksteam direkt.
6. ↑  Offenhauser war bis in die 1970er Jahre einer der führenden Motorenlieferanten des Indy 500. Das Rennen war von 1950 bis 1960 offiziell Teil der Automobil-Weltmeisterschaft, Fahrzeuge nach Formel-1-Reglement nahmen allerdings nicht daran teil.
7. ↑  Mugen (heute M-TEC) ist ein japanisches Tuningunternehmen für Honda-Fahrzeuge und lieferte zwischen 1992 und 2000 Formel-1-Motoren auf Basis von Honda-Triebwerken an verschiedene Teams.

## Nach Reifenherstellern

Reifenhersteller mit den meisten GP-Siegen: Goodyear

Die folgende Tabelle gibt neben der Anzahl der errungenen Siege die im Verhältnis zu den Grand-Prix-Starts stehende jeweilige Siegquote der Reifenlieferanten wieder. Darüber hinaus gibt sie sowohl die Zeitspanne an, in welcher der jeweilige Hersteller in der Formel 1 (nicht zwingend durchgehend) aktiv war, wie auch einen Überblick über die erfolgreichsten Fahrer auf dem Reifen.
Anmerkung: Seit der Weltmeisterschaft 2007 gibt es nur noch jeweils einen Reifenhersteller, der allen Teams Reifen als Einheitslieferant zur Verfügung stellt. Von 2007 bis 2010 war dies Bridgestone, seit 2011 liefert Pirelli die Reifen. Insoweit findet seitdem – wie auch in früheren Zeiten eines Einheitslieferanten – kein Wettbewerb verschiedener Hersteller mehr statt.
Pirelli ist als aktueller Lieferant grau hinterlegt.
Datenstand: Großer Preis von Ungarn 2025
| Platz | Reifen        | Nation                 | Siege | Starts | Quote   | von  | bis  | Erfolgreichste Fahrer (Siege)                                                    |
| ----- | ------------- | ---------------------- | ----- | ------ | ------- | ---- | ---- | -------------------------------------------------------------------------------- |
| 01    | G Goodyear    | Vereinigte Staaten     | 368   | 493    | 74,65 % | 1960 | 1998 | Ayrton Senna (41), Alain Prost (35), Michael Schumacher (33)                     |
| 02    | P Pirelli     | Italien                | 344   | 499    | 68,94 % | 1950 | 2025 | Lewis Hamilton (91), Max Verstappen (65), Sebastian Vettel (43)                  |
| 03    | B Bridgestone | Japan                  | 175   | 244    | 71,72 % | 1976 | 2010 | Michael Schumacher (58), Mika Häkkinen (19), Lewis Hamilton (14)                 |
| 04    | M Michelin    | Frankreich             | 102   | 215    | 47,44 % | 1977 | 2006 | Alain Prost (16), Fernando Alonso (15), Kimi Räikkönen (9)                       |
| 05    | D Dunlop      | Vereinigtes Konigreich | 083   | 175    | 47,43 % | 1950 | 1977 | Jim Clark (19), Jackie Stewart (12), Graham Hill (10)                            |
| 06    | F Firestone   | Vereinigte Staaten     | 049   | 132    | 37,12 % | 1950 | 1975 | Jim Clark, Emerson Fittipaldi, Jacky Ickx, Jochen Rindt (je 6)                   |
| 07    | C Continental | Deutschland            | 010   | 013    | 76,92 % | 1954 | 1958 | Juan Manuel Fangio (8), Stirling Moss (2)                                        |
| 08    | E Englebert   | Belgien                | 008   | 061    | 13,12 % | 1950 | 1958 | Peter Collins (3), Juan Manuel Fangio (2½)*, Mike Hawthorn (1), Luigi Musso (½)* |

* geteilte Siege
unterstrichen = in der Saison 2025 für den Hersteller aktive Fahrer